# Vellerot-lès-Vercel
Vellerot-lès-Vercel település Franciaországban, Doubs megyében. Lakosainak száma 65 fő (2022. január 1.). Vellerot-lès-Vercel Courtetain-et-Salans, Bremondans, Landresse, Orsans, Villers-Chief és Villers-la-Combe községekkel határos.

## Népesség
A település népessége az elmúlt években az alábbi módon változott:
| Lakosok száma | 90   | 62   | 62   | 46   | 48   | 59   | 67   | 71   | 69   | 65   |
|               | 1968 | 1982 | 1990 | 2006 | 2013 | 2015 | 2017 | 2019 | 2020 | 2022 |